# Busine

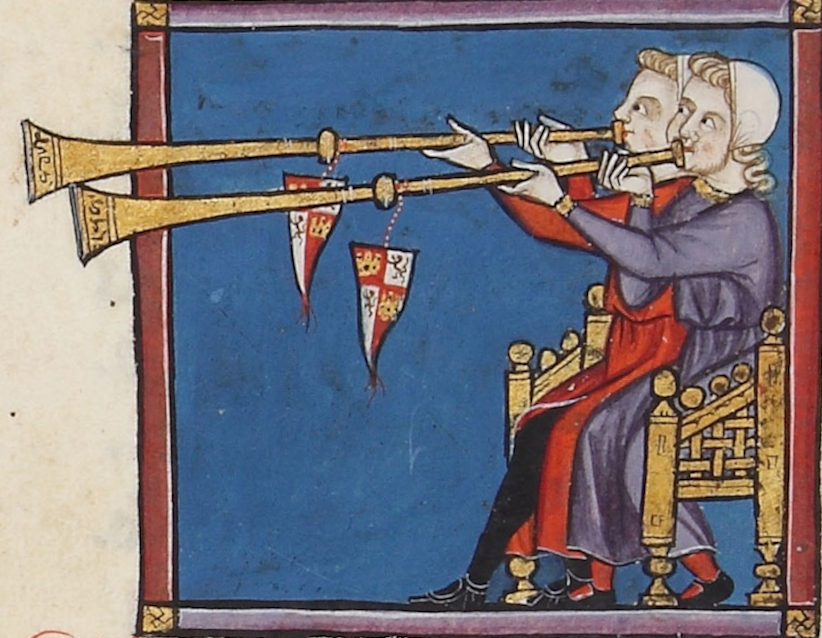
Busine

A busine, buisine (a latin būcína szóból) vagy cor sarrazinois, („szaracénkürt”) egy másfél-két méter hosszú, szűk, hengeres furatú, egyenes formájú középkori rézfúvós hangszer. A Roland-ének említi legkorábban, első ismert ábrázolása is a 11. századból való. Felépítése a szaracénok, vagyis muszlimok által használt, azóta feledésbe merült fúvós hangszerhez, az arab nafirhoz hasonlít. A középkori források ennek megfelelően kezdetben idegen, pogány hangszerként említik meg. Később az uralkodók, majd a lovagok privilegizált hangszere lett. A szintén arab eredetű üstdobokkal együtt megszólaltatva különleges alkalmakra, harcra, lovagi tornákra tartogatták, szinte mindig kettesével. A trombita és a harsona őse.

## Külső hivatkozások
- A busine hangja